# Mark Hadlow
Mark Selwyn Hadlow is een Nieuw-Zeelandse acteur, komiek en sinds 2009 Luitenant in de Royal New Zealand Naval Volunteer Reserve.
Hadlow werd internationaal bekend door zijn rol als Dori in The Hobbit-films van Peter Jackson.

## Filmografie

### Films
| Jaar | Film                                      | Rol                           | Opmerking |
| ---- | ----------------------------------------- | ----------------------------- | --------- |
| 1980 | Beyond Reasonable Doubt                   | Bruce Roddick                 |           |
| 1981 | Strange Behavior                          | Danser op een feest           |           |
| 1982 | Battletruck                               | Orrin                         |           |
| 1982 | Klynham Summer                            | Sam Finn                      |           |
| 1990 | Meet the Feebles                          | Heidi Robert Barry de Bulldog | Stemmen   |
| 1992 | Absent Without Leave                      | Prison Corporal               |           |
| 1995 | Bonjour Timothy                           | Rugby's Coach                 |           |
| 2005 | King Kong                                 | Harry                         |           |
| 2006 | The Waimate Conspiracy                    | Mr. Glue QC                   |           |
| 2008 | Last of the Living                        | Dad                           |           |
| 2009 | No Petrol, No Diesel!                     | Mr. Bligh                     |           |
| 2010 | The Holy Roller                           | Wally                         |           |
| 2012 | The Hobbit: An Unexpected Journey         | Dori Bert                     |           |
| 2013 | The Hobbit: The Desolation of Smaug       | Dori                          |           |
| 2014 | The Hobbit: The Battle of the Five Armies | Dori                          |           |

### Series
| Jaar | Serie                     | Rol               | Opmerking                                    |
| ---- | ------------------------- | ----------------- | -------------------------------------------- |
| 1979 | Children of Fire Mountain | Sid               |                                              |
| 1992 | The Billy T James Show    | Gred              |                                              |
| 1999 | Xena: Warrior Princess    | Milo              | Gastrol in "The Play's the Thing"            |
| 2000 | Jack of All Trades        | Koning George III | Gastrol in "It's a Mad, Mad, Mad, Mad Opera" |